# Đài Truyền hình Kuwait
Đài Truyền hình Kuwait (tiếng Ả Rập: تلفزيون الكويت; tiếng Anh: Kuwait Television; viết tắt: KTV) là đài truyền hình quốc gia thuộc sở hữu của Bộ thông tin Kuwait. Đài Truyền hình Kuwait có 9 kênh truyền hình chính: KTV1, KTV2, KTV Sport, KTV Sport Plus, KTV Kids, Al Qurain, Al Araby, Ethraa và Al Majles.